# Artemisia oelandica
Artemisia oelandica (полин еландський) — вид квіткових рослин з родини айстрових (Asteraceae).

## Біоморфологічна характеристика
Це багаторічна рослина з довжиною покоління ≈ 20 років. Стебла виростають до 70 сантиметрів у висоту. Листки короткі широкі й голі. Квітне жовтим цвітом у серпні й вересні.

## Середовище проживання
Зростає у Швеції на о. Еланд й Росії — в Лузькому районі на півдні Ленінградської області, де був знайдений в 1993 році. Є сумніви щодо ідентичності виду, оскільки раніше він входив до видової групи Artemisia laciniata.
Мешкає в багаторічних вапнякових трав'янистих місцевостях і степах. Вид росте на межі між лугом і вапняком. Залежить від випасу, щоб уникнути конкуренції з іншими рослинами..

## Загрози й охорона
Відмова від випасу є потенційною загрозою, оскільки вид залежить від випасу, інакше чагарники можуть випередити його.
Artemisia oelandica внесена до Додатку II Оселищної директиви. У Росії має статус EN. Ця рослина захищена національним законодавством Швеції та внесена до національного Червоного списку зі статусом NT.